# توماس تولد
توماس تولد (انگلیسی: Thomas Thould; ۱۱ ژانویهٔ ۱۸۸۶ – ۱۵ ژوئن ۱۹۷۱) بازیکن واترپلو اهل بریتانیا بود.